# Сергиевская территориальная администрация
Сергиевская территориальная администрация — сельское территориальное образование в Губкинском городском округе Белгородской области, включающее в себя 6 населённых пунков. Глава администрации — Цуканова Ирина Валентиновна.
Место расположения администрации — село Сергиевка.

## Состав
| Вид населённого пункта | Наименование | Население |
| ---------------------- | ------------ | --------- |
| село                   | Евгеньевка   | 126       |
| посёлок                | Загорный     | 2         |
| посёлок                | Заповедный   | 157       |
| село                   | Присынки     | 251       |
| хутор                  | Пугачи       | 76        |
| село                   | Сергиевка    | 947       |